# فرودگاه بین‌المللی سری گرو رام داس جی
فرودگاه بین‌المللی سری گرو رام داس جی (به انگلیسی: Sri Guru Ram Dass Jee International Airport) یک فرودگاه همگانی مسافربری با کد یاتا ATQ است که یک باند فرود آسفالت دارد و طول باند آن ۳۲۸۹ متر است. این فرودگاه در شهر امریتسار کشور هند قرار دارد و در ارتفاع ۲۳۰ متری از سطح دریا واقع شده‌است.

## شرکت‌های هواپیمایی و مقصدهای پروازی

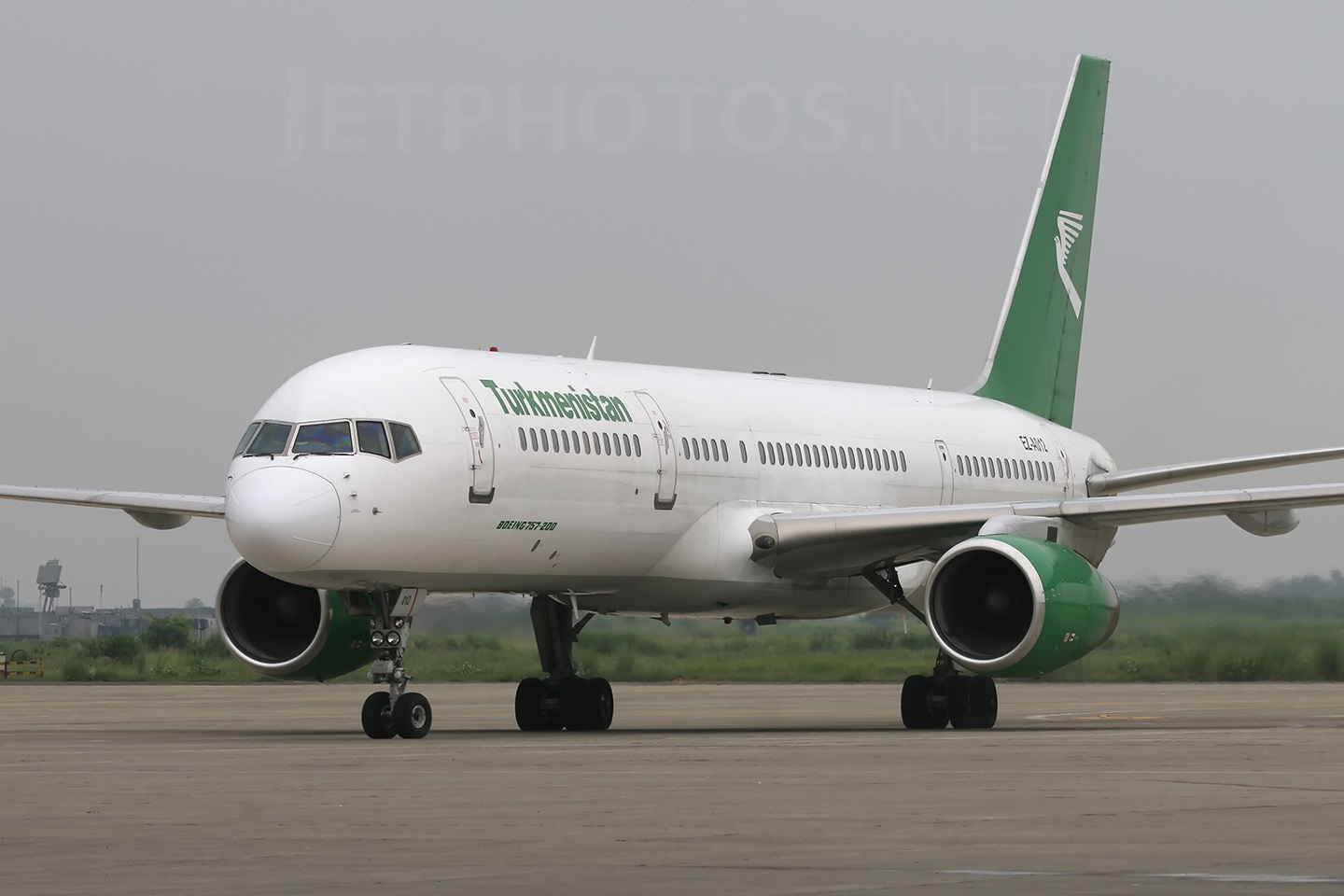
A هواپیمایی ترکمنستان بوئینگ ۷۵۷ on the apron

| شرکت‌های هواپیمایی   | مقصدهای پروازی                                          |
| ------------------- | ------------------------------------------------------- |
| ایر ایندیا          | بیرمنگام، ایندیرا گاندی                                 |
| ایر ایندیا اکسپرس   | دوبی                                                    |
| ایندی‌گو             | بنگالورو، ایندیرا گاندی، جامو، چاتراپاتی شیواجی         |
| مالیندو ایر         | کوالالامپور                                             |
| هواپیمایی قطر       | حمد                                                     |
| Scoot               | چانگی سنگاپور                                           |
| اسپایس‌جت            | بنگالورو، ایندیرا گاندی، دوبی، چاتراپاتی شیواجی، سرینگر |
| هواپیمایی ترکمنستان | عشق‌آباد                                                 |
| ازبکستان ایرویز     | تاشکند                                                  |
| ویستارا             | بنگالورو، ایندیرا گاندی، چاتراپاتی شیواجی               |